# Liste der osttimoresischen Botschafter in Südafrika
Diese Liste führt die Botschafter Osttimors in Südafrika auf. Die Botschaft befand sich im 107 George Storrar Drive, Groenkloof, Pretoria-Gauteng, 0181 Südafrika. Derzeit ist sie geschlossen. Der osttimoresische Botschafter in Mosambik ist für Südafrika zweitakkreditiert.

## Hintergrund
Vom 28. Oktober 2010 bis 2014 war Osttimors Botschafterin in Mosambik auch für Südafrika akkreditiert. Ihren Sitz hatte sie in Maputo. Zwischenzeitlich hatte Osttimor in Pretoria eine eigene Botschaft eröffnet. Ein Botschafter wurde aber schließlich nicht entsendet. Die Geschäfte führte zunächst die Erste Sekretärin und Geschäftsbeauftragte Josefina Tilman.

## Liste
| Name                     | Amtszeit    | Anmerkungen                                        |
| ------------------------ | ----------- | -------------------------------------------------- |
| Marina Ribeiro Alkatiri  | 2010–2014   | Sitz in Maputo                                     |
| Josefina Tilman          | Stand: 2016 | Erste Sekretärin und Geschäftsbeauftragte, interim |
| Francisco Miranda Branco | seit 2021   | Sitz in Maputo                                     |